# محمد دحام
محمد دحام خضر عبد الله العنزي (مواليد 17 فبراير 2000) هو لاعب كرة قدم كويتي يلعب كجناح مع نادي نادي الكويت ومنتخب الكويت.

## المسيرة مع الأندية
مع نادي النصر حصل دحام على جائزة أفضل لاعب في الدوري الكويتي 2022–23 بعد تسجيله 18 هدفاً. وفي يونيو 2023، انتقل دحام إلى نادي الكويت مقابل صفقة مالية قُدرت بـ 200,000 دينار كويتي.

## المسيرة الدولية
على الرغم من ولادته في الكويت، دحام من غير مُحددي الجنسية منذ ولادته وحتى أصبح لاعب كرة قدم. حصل على الجواز الكويتي في مايو 2023 مما جعله مؤهلاً لتمثيل منتخب الكويت. وأُدرج في قائمة منتخب الكويت في بطولة اتحاد جنوب آسيا لكرة القدم 2023.
في تصفيات كأس العالم 2026 سجل دحام هدف التعادل ليساهم في تعادل الكويت ضد منتخب الأردن 1-1 في 19 نوفمبر 2024.

## إحصاءات

### الدولية
آخر تحديث 19 نوفمبر 2024.
| المنتخب | السنة   | المباريات | الأهداف |
| ------- | ------- | --------- | ------- |
| الكويت  | 2023    | 9         | 2       |
| الكويت  | 2024    | 9         | 3       |
| المجموع | المجموع | 18        | 5       |

| رقم. | التاريخ        | الملعب                                     | الخصم          | الهدف | النتيجة | المسابقة                   |
| ---- | -------------- | ------------------------------------------ | -------------- | ----- | ------- | -------------------------- |
| 1    | 21 يونيو 2023  | ملعب سري كانتيرافا، بنغالور، الهند         | نيبال          | 3–0   | 3–1     | بطولة اتحاد جنوب آسيا 2023 |
| 2    | 21 نوفمبر 2023 | ملعب الأمير محمد بن فهد، الدمام، السعودية  | أفغانستان      | 2–0   | 4–0     | تصفيات كأس العالم 2026     |
| 3    | 15 أكتوبر 2024 | ملعب علي صباح السالم، الفروانية، الكويت    | قطر            | 1–1   | 1–2     | تصفيات كأس العالم 2026     |
| 4    | 14 نوفمبر 2024 | ملعب جابر الأحمد الدولي، الفروانية، الكويت | كوريا الجنوبية | 1–2   | 1–3     | تصفيات كأس العالم 2026     |
| 5    | 19 نوفمبر 2024 | ملعب جابر الأحمد الدولي، الفروانية، الكويت | الأردن         | 1–1   | 1–1     | تصفيات كأس العالم 2026     |

## الإنجازات
نادي الكويت
- الدوري الكويتي: 2023–24
- كأس السوبر الكويتي: 2023–24

فردية
- الدوري الكويتي أفضل لاعب: 2022–23